# Christer Söderlund
Christer Söderlund, född 25 december 1942 i Stockholm, död 25 april 2014 på Ven, var en svensk skådespelare.

## Biografi
Söderlund blev tidigt intresserad av skådespelaryrket och hade en filmroll 1955 i Farligt löfte. Han spelade teater i gymnasieföreningen vid Brännkyrka gymnasium, men hoppade av gymnasiet för att helt kunna ägna sig åt teater. Han tog danslektioner innan han 1964-1967 studerade vid Statens scenskola i Malmö. Därefter följde engagemang vid Helsingborgs stadsteater, fem år vid Upsala stadsteater och från 1974 fram till 1978 vid Västernorrlands regionteater. Söderlund uppträdde därefter på bland annat Unga Klara, Länsteatern i Jönköping, Mooms-teatern i Malmö och spelat vid Riksteatern. Han undervisade även i jazzbalett. 
Han fick ofta göra roller som poliser och maktmänniskor av olika slag som till exempel i tv-filmen Förhöret (1989), tv-serien Fiendens fiende (1990) och tv-serien Läckan (1994). Hans mest kända tv-roll blev den som industrimannen Gustav Jacobsson i serien Skilda världar (1998-2002).
Söderlund var under sina sista år bosatt på ön Ven, där han tidvis arbetade som hamnfogde i Kyrkbacken.

## Filmografi (i urval)
- 1955 – Farligt löfte
- 1970 – Kyrkoherden
- 1970 – De många sängarna
- 1971 – Midsommardansen
- 1980 – Blomstrande tider
- 1982 – Hedebyborna (TV-serie)
- 1983 – Öbergs på Lillöga (TV-serie)
- 1983 – Spanarna (TV-serie) (gästroll)
- 1984 – Rosen
- 1985 – Rid i natt! (TV-serie)
- 1987 – Lackalänga (TV-serie)
- 1989 – Förhöret (TV-film)
- 1990 – Fiendens fiende (TV-serie) (TV-serie)
- 1991 – Facklorna (TV-serie)
- 1992 – Kvällspressen (TV-serie)
- 1993 – Sökarna
- 1994 – Lust
- 1994 – Läckan (TV-serie)
- 1994 – Den vite riddaren
- 1996 – Zonen (TV-serie)
- 1998 – Hamilton
- 1998 – Längtans blåa blomma
- 1998 – Skilda Världar (TV-serie)
- 2001 – Villospår
- 2005 – Kocken
- 2006 – Möbelhandlarens dotter (TV-serie)
- 2009 – Wallander – Hämnden

## Teater

### Roller (ej komplett)
| År   | Roll           | Produktion                                                              | Regi                | Teater                   |
| ---- | -------------- | ----------------------------------------------------------------------- | ------------------- | ------------------------ |
| 1967 | Henning        | Geografi och kärlek (Geografi og kjærlighet) Bjørnstjerne Bjørnson      | Per Sjöstrand       | Helsingborgs stadsteater |
| 1967 | En arab        | Marius Marcel Pagnol                                                    | Lars Göran Carlson  | Helsingborgs stadsteater |
| 1967 | En främling    | Byxorna (Die Hose) Carl Sternheim                                       | Per Sjöstrand       | Helsingborgs stadsteater |
| 1968 | Korpralen      | Den kaukasiska kritcirkeln (Der kaukasische Kreidekreis) Bertolt Brecht | Håkan Ersgård       | Helsingborgs stadsteater |
| 1968 | Ynglingen      | Vad händer? Mats Ödeen                                                  | Lars Göran Carlson  | Helsingborgs stadsteater |
| 1968 | Fante          | Fantastiska familjen Per Sjöstrand                                      | Per Sjöstrand       | Helsingborgs stadsteater |
| 1968 |                | Kung Ubu (Ubu-roi) Alfred Jarry                                         | Lars Göran Carlson  | Helsingborgs stadsteater |
| 1968 | Jasja          | Körsbärsträdgården (Вишнёвый сад, Visjnjovyj sad) Anton Tjechov         | Lars-Levi Læstadius | Helsingborgs stadsteater |
| 1968 | Soldat 1       | Presidentkandidaterna V. V. Järner                                      | Lars-Levi Læstadius | Helsingborgs stadsteater |
| 1968 | Första Fiolen  | Kvartetten som sprängdes Birger Sjöberg                                 | Sandor Györbiro     | Helsingborgs stadsteater |
| 1969 | Eriksson       | Symptom Johan Löfmark och Bengt Bratt                                   | Lars Göran Carlson  | Helsingborgs stadsteater |
| 1969 |                | Barnförbjudet Allan Rune Pettersson                                     | Lars Göran Carlson  | Helsingborgs stadsteater |
| 1969 |                | Sandlådan Kent Andersson och Bengt Bratt                                | Lars-Levi Læstadius | Helsingborgs stadsteater |
| 2006 | Vince Fontaine | Grease Jim Jacobs och Warren Casey                                      | Eva Rydberg         | Nöjesteatern             |
| 2007 | Rufus Stilton  | Den stora premiären Åke Cato och Mikael Neumann                         | Adde Malmberg       | Fredriksdalsteatern      |